# Palácio da Mitra (Santo Antão do Tojal)
O Palácio da Mitra, vulgarmente conhecido como Palácio dos Arcebispos, é uma antiga residência de veraneio, primeiro dos Arcebispos, e depois, dos Patriarcas de Lisboa, situado em Santo Antão do Tojal, na atual freguesia de Santo Antão e São Julião do Tojal, no Município Loures.
Era uma quinta rural chamada Santo António do Tojal, que fora de Pedro Viegas e foi adquirida pelo bispo de Lisboa Domingos Anes Jardo.
Já o primitivo palácio conhecido foi mandado construir pelo arcebispo D. Fernando de Vasconcelos, cerca de 1554 (sendo este arcebispo também o responsável pela construção da Igreja Matriz de Santo Antão do Tojal). Este palácio, por sua vez, veio substituir uma primitiva casa do século XIII e que pertencia à Mitra de Lisboa. No século XVIII, o primeiro patriarca de Lisboa, D. Tomás de Almeida, mandou reconstruí-lo em estilo barroco, ao gosto da época. O arquitecto responsável pela actual traça foi o italiano Canevari que nele trabalhou até 1732.
O Palácio da Mitra, agora incluindo o aqueduto, pombais, chafarizes, igreja, monumental portão de entrada e toda a área murada da antiga quinta, está classificado como Monumento de Interesse Público desde 1940.

## Descrição
O edifício apresenta-se em forma de U; na fachada, de estilo italiano, encontram-se três mármores de Carrara, representando as estátuas de São Bruno de Colónia (o fundador da Cartuxa), a Rainha Santa Isabel e a Imaculada Conceição. No interior, a típica azulejaria portuguesa do século XVIII, em azul e branco, caracteriza-se pela riqueza temática e grande qualidade pictórica (representações das estações do ano, cenas campestres, venatórias ou de pesca, figuras mitológicas; nas cozinhas surgem representados temas culinários). Alguns dos azulejos foram mais tarde trasladados para o Paço Patriarcal de São Vicente de Fora e encontram-se hoje no Museu Nacional de Arte Antiga.
O Palácio inclui ainda dois pombais, um aqueduto com dois quilómetros destinado a abastecer dois chafarizes, um dos quais monumental, tudo construções também do século XVIII.

## História
Foi palco de uma reunião de deputados da Assembleia da República, impedidos de entrar no Palácio de São Bento por forças do Chefe de Governo de então, Pimenta de Castro. Reunem-se a 4 de março de 1915, estando presentes 68 deputados e 22 senadores. 
Ao longo do século XX tem vindo a sofrer várias obras de restauro custeadas pela Direcção-Geral dos Edifícios e Monumentos Nacionais; actualmente, encontram-se sediadas no Palácio da Mitra as instalações da Casa do Gaiato.
O conjunto formado por palácio, aqueduto, pombais, chafarizes, capela e ainda o monumental portão da entrada encontra-se protegido como Imóvel de Interesse Público, pelos decretos n.º 30 762 de 26 de Setembro de 1940 e 32 973 de 18 de Agosto de 1943.
Pela Portaria n.º 740-AH/2012  publicada no Diário da República de 24 de dezembro de 2012 é alterada a classificação para Monumento de Interesse Público (MIP), alargada a Zona Especial de Protecção (ZEP) e mudada a designação do monumento a proteger para “Palácio da Mitra, aqueduto, pombais, chafarizes, igreja, monumental portão de entrada e toda a área murada da antiga quinta”